# Messer Group

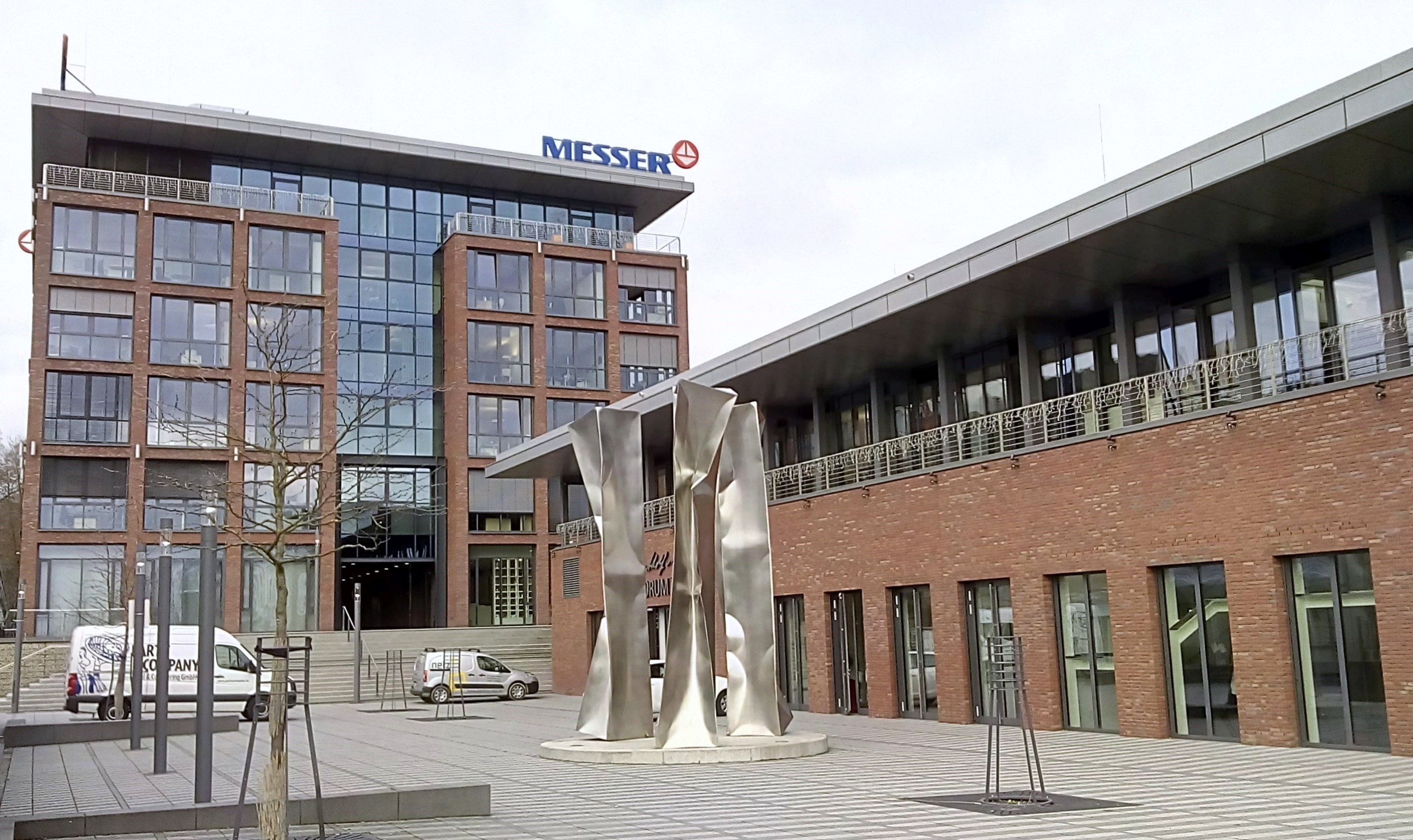
Hauptverwaltung in Bad Soden am Taunus

Die Messer SE & Co. KGaA, vormals Messer Group GmbH, ist ein Anbieter von Industriegasen mit Hauptsitz in Bad Soden (Deutschland). Stefan Messer, Enkel des Firmengründers Adolf Messer, ist Vorsitzender des Aufsichtsrats des Familienunternehmens.
Das Unternehmen gilt als größter Industriegasehersteller der Welt in privater Hand und ist in Europa, Asien sowie Nord- und Südamerika tätig. Im Jahr 2023 wurde der Unternehmenswert mit über 12 Milliarden Euro beziffert.

## Geschichte

### Gründung und Anfangsjahre
Der Student Adolf Messer (1878–1954), Sohn eines Metzgermeisters, gründete 1898 in Höchst am Main die Acetylen-Gas-Gesellschaft Messer & Cie, eine Werkstatt zum Bau von Acetylenleuchten und Acetylenentwicklern, also Apparaten zur Herstellung von Acetylengas aus Calciumcarbid.
Wegen der Konkurrenz durch das Aufkommen der elektrischen Beleuchtung richtete das Unternehmen seine Produktion auf die Schweiß- und Schneidetechnik aus. Im Jahr 1903 entwickelte es seinen ersten Wasserstoff-Sauerstoff-Schneidbrenner. Adolf Messer beschäftigte sich außerdem mit der Luftzerlegung. Die erste Sauerstoffanlage des Unternehmens nahm 1910 in Spanien ihren Betrieb auf.

### Erster und Zweiter Weltkrieg
Der Beginn des Ersten Weltkriegs 1914 setzte der Expansion des Unternehmens im Ausland – Messer war mittlerweile in Westeuropa und Nordamerika präsent – ein vorläufiges Ende. Stattdessen musste das Unternehmen seinen Beitrag zur Kriegswirtschaft leisten. Die Produktionsanlagen blieben während des Krieges größtenteils unversehrt, jedoch gingen Vermögenswerte im Vereinigten Königreich und in den Vereinigten Staaten verloren. Bis zum Ende des Ersten Weltkrieges errichtete Messer für die Krieg führenden Stellen im Deutschen Kaiserreich sowie für das neutrale Ausland insgesamt 50 Flüssigsauerstoff-Anlagen einschließlich der nötigen Werkstätten zur Produktion von Sprengpatronen. Im schwierigen wirtschaftlichen Umfeld der Nachkriegszeit konzentrierte sich Messer auf den Export. In den 1920er-Jahren knüpfte das Unternehmen wieder internationale Kontakte im Bereich des Schneidens und Schweißens.
Im Jahr 1928 lieferte Messer Luftzerlegungsanlagen zur Stickstoffgewinnung nach Norwegen und Italien. Zu Beginn der 1930er-Jahre schloss das Unternehmen die Entwicklungsarbeiten an Vielflammen-Schweißbrennern ab (1930), nahm als erster Produzent von Autogengeräten den Bau von Elektroschweißmaschinen auf und begann 1932 mit der Produktion von umhüllten Lichtbogen-Schweißelektroden.
In den Jahren vor dem Zweiten Weltkrieg übernahm das Unternehmen vor allem Aufträge aus der Rüstungsindustrie und war im Bau von Sondermaschinen tätig. Es beteiligte sich auch an der Forschung zu Raketenwaffen. In der Zeit des Nationalsozialismus wuchs die Messer & Co. GmbH besonders mit der 1936 beginnenden Aufrüstung. Die Gesamtbelegschaft stieg in den Jahren von 1930 bis 1940 von 522 auf 1102 Personen an und der Gesamtumsatz verdoppelte sich fast. Das Unternehmen stellte im Zweiten Weltkrieg unter anderem Brennschneideanlagen für das Schweißen von Panzerkampfwagen her und lieferte Anlagen zur Gewinnung von Flüssigsauerstoff an die Heeresversuchsanstalt Peenemünde.
Während des Nationalsozialismus profitierte die Firma Messer zudem erheblich von der Rüstungsproduktion des Regimes. Die Punkt- und Buckelschweißmaschinen wurden u. a. zur Produktion der Fieseler Fi 103 (sog. V1) und der Aggregat 4 (sog. V2) in Peenemünde verwendet und vier Großanlagen zur Erzeugung von Flüssigsauerstoff geliefert. Außerdem wurden sie für das Schweißen von Panzerwannen verwendet, es wurde eine Raumkurven-Brennschneidemaschine entwickelt, mit der man gepresste Panzerkuppeln dreidimensional bearbeiten konnte. Für die Wehrmacht wurden kleine Anlagen entworfen, mit denen vor Ort Schweißgase erzeugt werden konnten. Seit dem Winter 1941/42 wurden nach der Einberufung vieler Arbeiter in den Werken von Messer auch Zwangsarbeiter eingesetzt, die in Baracken in unmittelbarer Umgebung der Produktionsstätten untergebracht waren. 1944 wurden die Fabrikationsanlagen an der Hanauer Landstraße in Frankfurt am Main durch die Bombardements zum größten Teil zerstört.
Die Produktionsstätten von Messer stellten in den letzten Kriegsmonaten 1945 nach und nach den Betrieb ein. In den folgenden Jahren nahm das Unternehmen die Beziehungen zu internationalen Partnern wieder auf und setzte im April 1946 unter anderem die Zusammenarbeit mit der Société Française des Appareils et Procédés fort.
Der Gründer Adolf Messer verstarb 1954, ein Jahr nachdem er die Leitung des Unternehmens an seinen Sohn Hans Messer übertragen hatte.

### Expansion
1965 fusionierte die Adolf Messer GmbH mit der Knapsack Griesheim AG zur von Hans Messer geführten und Hans H. Gruber (* 1935) geleiteten Messer Griesheim GmbH in Frankfurt, an der die Hoechst AG mit zwei Dritteln und die Familie Messer mit einem Drittel beteiligt war.
Messer Austria, Nachfolgeunternehmen der 1898 gegründeten Österreichisch-Ungarischen Sauerstoffwerke, wurde 1969 Teil der Messer Group.
In der neuen Struktur wuchs das Unternehmen weiter und überschritt 1978 die Schwelle von einer Milliarde Deutsche Mark Umsatz. Das Geschäft mit Industriegasen war der größte Umsatzträger und machte rund 70 Prozent des Gesamtumsatzes aus. Forschung und Entwicklung führten zu neuen Anwendungen für verdichtete und verflüssigte Gase, Gasgemische und Spezialgase. Der Unternehmenserfolg ging zudem mit der Gewinnung neuer Kunden und Partner einher. Nach dem Zusammenbruch des Ostblocks im Jahr 1990 weitete das Unternehmen seine Geschäftstätigkeit auf Ost- und Mitteleuropa aus. In den Jahren 1994 und 1995 begann das Unternehmen mit seinen Aktivitäten in China.
1993 trat Hans Messer als Geschäftsführer zurück, blieb jedoch bis zu seinem Tod im Jahr 1997 weiterhin für das Unternehmen tätig – als Mitglied des Gesellschafterausschusses und des Aufsichtsrats. Der neue Geschäftsführer, Herbert Rudolf, hatte zuvor das US-Geschäft von Messer geleitet. Unter seiner Führung vervierfachte sich der Schuldenstand des Unternehmens innerhalb von vier Jahren.
In den 1990er-Jahren änderte der Hoechst-Konzern seine Unternehmensstrategie, was in der Folge zu einem Kurswechsel bei Messer Griesheim führte. Unter der Leitung eines neuen Geschäftsführers änderte Hoechst das Kerngeschäft auf die Bereiche Pharmazeutik und Life Science. Diese Neuausrichtung führte zu Meinungsverschiedenheiten zwischen Hoechst und der Familie Messer sowie zu einem Streit über die zukünftige Eigentümerstruktur von Messer Griesheim. Ein geplanter Börsengang scheiterte, ebenso wie der geplante Verkauf der Hoechst-Anteile an den Gaskonkurrenten Linde AG.

### Zurück zu Familienbesitz
Stefan Messer, der Enkel des Firmengründers, trat 1998 in die Geschäftsführung von Messer Griesheim ein. Im folgenden Jahr kaufte die Familie Messer die Tochtergesellschaft Messer Cutting & Welding von der Messer Griesheim GmbH zurück. Ebenfalls 1999 fusionierte Hoechst mit Aventis, und die Messer-Anteile wurden auf Aventis übertragen. Im Jahr 2001 verkaufte Aventis diese Anteile an die Investmentgesellschaften Goldman Sachs und Allianz Capital Partners, die sie im Jahr 2004 an die Familie Messer weiterveräußerten.
Mit dieser Übernahme kehrte das Unternehmen unter dem Namen Messer Group GmbH in den vollständigen Familienbesitz zurück. Im Rahmen dieser Transaktion wurden die Landesgesellschaften in Deutschland, dem Vereinigten Königreich und den Vereinigten Staaten für rund 2,7 Milliarden Euro an Air Liquide verkauft. Dies war mit einer vierjährigen Wettbewerbsklausel für die Messer Group verbunden, die dem Unternehmen untersagte, in diesen drei Ländern Gase unter dem Markennamen Messer zu vertreiben. Die Messer Group umging dies, indem sie die Gase.de Vertriebs-GmbH gründete, um Gase in Deutschland zu verkaufen. Nach Ablauf der Wettbewerbsklausel im Jahr 2008 stieg die Messer Group unter dem Namen Messer wieder in das Industriegasgeschäft ein.
Der Umsatz aller Unternehmen der Familie Messer, inklusive Schweißtechnik, stieg bis 2006 auf 1,1 Milliarden Euro.
2010 wurde Stefan Messer zum „Familienunternehmer des Jahres“ gekürt. Im Jahr 2011 wechselte der Firmensitz von Sulzbach in die Nachbarstadt Bad Soden am Taunus.
2018 unterzeichnete Messer einen Liefervertrag mit Rütgers, einer Tochtergesellschaft von Rain Carbon Inc. Messer verpflichtete sich, über einen Zeitraum von 15 Jahren Wasserstoff zu liefern und in eine Wasserstoffproduktionsanlage am Standort von Rain Carbon zu investieren. Die Anlage wird auch zur Versorgung weiterer Kunden genutzt. Ein Jahr später erwarb Messer im Zuge der Fusion von Linde und Praxair zusammen mit CVC Capital Partners die Industriegasegesellschaften von Linde in Nordamerika und einzelne Geschäfte von Linde und Praxair in Südamerika. Die übernommenen Unternehmen wurden nicht in die Gruppe integriert, sondern in einem Joint Venture mit CVC Capital Partners gebündelt. Die Anteile von CVC wurden im Jahr 2023 von Messer übernommen.
Seit 2021 firmiert das Unternehmen als Messer SE & Co. KGaA. Im Jahr 2023 wurde Bernd Eulitz zum Vorstandsvorsitzenden ernannt, während Stefan Messer den Vorsitz des Aufsichtsrats übernahm.

## Unternehmensstruktur
Die Messer SE & Co. KGaA ist ein internationaler Anbieter von Industrie-, Medizin- und Spezialgasen. Die Mehrheit der Unternehmensanteile befindet sich im Besitz der Gründerfamilie und der Hans und Ria Messer Stiftung. Bernd Eulitz ist als Vorstandsvorsitzender tätig, Stefan Messer hat den Vorsitz des Aufsichtsrats inne.
Die 11.701 Mitarbeitenden der Gruppe erwirtschafteten im Jahr 2024 einen Umsatz von 4,48 Milliarden Euro.

### Tochtergesellschaften
Die Messer Group ist in Europa, Asien sowie Nord- und Südamerika tätig. Zur Messer Group gehörten 2024 über 108 voll konsolidierte Tochtergesellschaften. In Deutschland unterhält die Messer Group neben der Messer SE & Co. KGaA Stand 2024 insgesamt 11 Tochtergesellschaften, darunter die Messer Industrial Gases GmbH, Messer Industries GmbH und die Messer GasPack GmbH. In der restlichen DACH-Region werden zudem die ASCO Kohlensäure AG, die Messer Schweiz AG und die Messer Austria GmbH betrieben.

## Produkte
Messer produziert und liefert verschiedene Gase, darunter Sauerstoff, Stickstoff, Argon, Kohlenstoffdioxid, Wasserstoff, Helium, Schutzgase für das Schweißen, Spezialgase, medizinische Gase, Lebensmittelgase sowie verschiedene Gasgemische.
Die Produkte kommen in Branchen wie Umweltschutz, Pharma, Medizin, Lebensmittel und Getränke, Stahl und Metall, Schneid- und Schweißtechnik, 3D-Druck, Bauwesen sowie Wissenschaft und Forschung zum Einsatz.
Unter dem Namen ZeCarb bietet Messer Dienstleistungen für Dekarbonisierungsprojekte an. Diese richten sich an Industrien mit hohem Emissionsausstoß und zielen darauf ab, die Kohlenstoffdioxidemissionen der Kunden zu reduzieren.

### Forschung
In ihren Kompetenzzentren entwickelt die Messer Group Anwendungstechnologien für den Einsatz von Gasen in verschiedenen Industriezweigen, der Lebensmitteltechnik, der Medizin sowie in Forschung und Wissenschaft. Diese Zentren befinden sich unter anderem in Deutschland, Österreich, Ungarn und China.
Im Bereich der grünen Wasserstofftechnologie für industrielle und Mobilitätsanwendungen ging Messer im Jahr 2021 eine Kooperation mit Siemens Energy ein.
2024 gründete Messer zusammen mit Toyota Tsūshō die Gesellschaft SympH2ony GmbH, ein Joint-Venture für den Einsatz von wasserstoffbetriebenen Fahrzeugflotten in Städten, Gemeinden und Hafenbetreibern.

## Soziales Engagement
2009 wurde von der Messer Group GmbH die Kampagne Höflich ohne Hände initiiert, um zu verdeutlichen, dass auf das sozial übliche Händeschütteln bei der Begrüßung verzichtet werden kann. Ziel des Verzichts auf den Händedruck ist es, die Ansteckungsgefahr durch Viren der Schweinegrippe auf einfache und wirksame Weise zu verringern und so Pandemien vorzubeugen.
Messer engagiert sich kulturell in Bad Soden. So wurden Konzerte von Cassandra Steen (Alter Kurpark, 2012), dem belgischen Sänger Milow und der Band Juli (Neuer Kurpark, 9. September 2023) erfolgreich und kostenfrei durchgeführt.